# 인천광역시체육회
인천광역시체육회(仁川廣域市體育會, Incheon Sports Council)는 인천광역시의 지역사회 체육진흥을 위한 다양한 활동을 전개함으로써 인천광역시민의 건강과 체력증진, 여가선용 및 복지향상과 체육인의 인권과 권익보호에 이바지하며, 우수한 경기자 양성 등을 위한 목적을 가지고 있으며,  대한체육회 회원단체이다.
체육회장은 대의원확대기구에서 선출하며, 국민체육진흥법 제33조의2 제7항에 따라 관한 선거관리위원회에 위탁하여 회장선거를 실시한다.

## 조직
민선 초대 이규생 회장
- 사무처
  - 홍보비서실
  - 스포츠공정실
  - 경영기획부
  - 전문체육부
  - 생활체육부
  - 스포츠진흥부
  - 체육시설부